# Chapultenango
Chapultenango är en kommun i Mexiko.   Den ligger i delstaten Chiapas, i den sydöstra delen av landet, 700 km öster om huvudstaden Mexico City. Antalet invånare är 7 332. Arean är 162 kvadratkilometer.
Terrängen i Chapultenango är kuperad åt nordväst, men åt sydost är den bergig.
Följande samhällen finns i Chapultenango:
- Guadalupe Victoria
- San Antonio Acambac
- Carmen Tonapac
- Buenos Aires
- Valtierra Centro
- Movac 1ra. Sección
- San Pedro Nanchital
- Cumbre Valtierra
- San José Valtierra
- Caracol Santo Domingo
- Esquipulas Guayabal
- San José Paraíso